# LSR 0602+3910
LSR 0602+3910 ist ein heller Brauner Zwerg der Spektralklasse L1 im Sternbild Auriga. Entfernungsbestimmungen mit photometrischen und spektroskopischen Methoden ergeben eine Distanz von etwa 35 Lichtjahren. LSR 0602+3910 weist eine Eigenbewegung von 0,52 Bogensekunden pro Jahr mit Positionswinkel 164° auf.